# HiP
HiP（ホリプロ・アイドル・パラダイス、Horipro idol Paradise）は、日本の芸能事務所であるホリプロが、自社主催のオーディション『ホリプロタレントスカウトキャラバン』（以下：TSC）出身アイドルを中心に、女性若手タレントの成長を応援していこうという趣旨のもとに設立したアイドルユニットである。

## 概要
1998年結成。当初は5人であった。
結成時すでに広く認知されていたメンバーもいたり、比較的早くからメンバーの入れ替えや追加が行われた結果、人気タレントを多数輩出するに至ったが、2003年夏のイベントをもって解散（公式上は「休会」）している。

## メンバー
結成時メンバー
- 新山千春 - 初代リーダー、最初の卒業者。第20回TSC審査員特別賞受賞。
- 深田恭子 - 第21回TSCグランプリ受賞。最初の卒業者。
- 優香 - 2代目リーダー、2002年8月卒業。スカウトデビューから唯一の参加メンバー。
- 酒井彩名 - 3代目リーダー。第21回TSC審査員特別賞受賞。
- 大森玲子 - 第21回TSCピュアガール賞受賞。

追加メンバー
- 野村恵里 - 第21回TSCピュアガール賞受賞。
- 堀越のり - 第2回夏のお嬢さんコンテストグランプリ受賞。
- 平山綾（現・平山あや） - 第23回TSCグランプリ受賞。
- 西端さおり - 第24回TSCグランプリ受賞。
- 西田夏 - 第4回夏のお嬢さんコンテストグランプリ受賞。
- 藤本綾 - 第25回TSCグランプリ受賞。
- 綾瀬はるか - 第25回TSC審査員特別賞受賞。

## 主な出演
テレビ
- HiPのメリーXmasバスが行く!!〜ライヴ&プレゼント100連発!!（1999年12月23日、テレビ朝日系）

ラジオ
- HiP HOP パラダイス（文化放送）

## CD
- HiP HOPパラダイス! RADIO CD「Pretty HiP」（1999年）

メンバーは新山千春・深田恭子・優香・酒井彩名・大森玲子・堀越のり・野村恵里。